# دانشگاه فرلی دیکنسون
دانشگاه فرلی دیکنسون (انگلیسی: Fairleigh Dickinson University) دانشگاه خصوصی آمریکایی مستقر در مدیسون، نیوجرسی است، که در سال ۱۹۴۲ تأسیس شد.